# Масакр у Горњој Јошаници
Масакр у Горњој Јошаници је назив за масовно убиство становника српске националности у месту Горња Јошаница код Фоче, који су децембра 1992. починили припадници Армије РБиХ под командом Заима Имамовића и Шабана Куртовића. Злочин се догодио на православни празник Никољдан, 19. децембра 1992. године када је убијено 56 мештана. Међу жртвама је била 21 жена и троје деце.

## Масакр у Горњој Јошаници
Напад је почео у зору (око 6:30) 19. децембра 1992. године када су припадници тзв. Армије РБиХ из Фоче, Горажда и Вишеграда напали Горњу Јошаницу, приликом чега је убијено 56 лица српске националности. У нападу је убијена 21 жена и троје деце.
Најмлађа жртва масакра била је двогодишња девојчица Данка Тановић, која је убијена са мајком и баком. Масакрирани су такође брат и сестра Дражен (8 година) и Драгана (10) Вишњић.

## Споменик у Горњој Јошаници
Током грађанског рата у Босни и Херцеговини (1992−1995), у Горњој Јошаници је страдало укупно 73 мештана, а на подручју целе општине Фоча страдало је 648 лица српске националности, међу којима и 29 деце. У Горњој Јошаници је подигнут споменик у част невино страдалих мештана где су исписана имена свих 73 мештана који су страдали у овом месту.

## Занимљивости
О страдању деце и цивила у Горњој Јошаници снимљени су и документарни филмови под називом "Никољданске сузе - истина" и "Никољданске сузе – на путу до истине". Такође, и документарни филм „На Дрини Гробница“ се бави злочинима над Србима у Средњем Подрињу а између осталог и злочином у Горњој Јошаници.
Пробошњачки медиј Ал Џазира покушао је да заштити бошњачке војнике - починиоце злочина у Горњој Јошаници те су у тексту "Пеку ли нас ране Светог Николе?" објављеном у децембру 2018. године, убиство деце Драгане и Дражена Вишњића приписали њиховом оцу Драгољубу Вишњићу који је иначе као цивил убијен заједно са својом децом. На ове неистине су оштро реаговали преживели чланови породице Вишњић и удружења српских жртава из Фоче који су осудили објављивање текста и демантовали све написано. Према доказном материјалу и изјавама сведока, бошњачки војници - припадници Армије РБиХ, прво су хицима из ватреног оружја усмртили Драгољуба, па онда и његово двоје деце и то близу њихове куће, док је супруга и мајка жртава заробљена, силована па убијена у оближњој шуми. Редакција Ал Џазире је признала како су изнели лажи и нетачне податке али су одбили да повуку текст и извину се породицама жртава.

## Филм о страдању Срба у Горњој Јошаници
У августу 2017. чланови Иницијативе младих за људска права БиХ посетили су село Горња Јошаница и одали почаст невиним жртвама.